# Cemitério Municipal de Tübingen

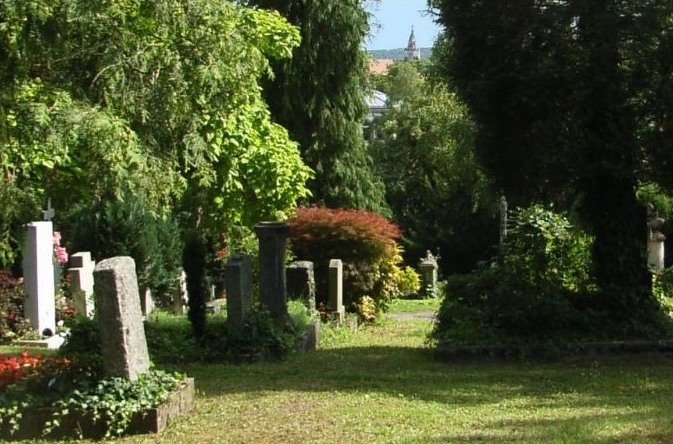
Vista do cemitério

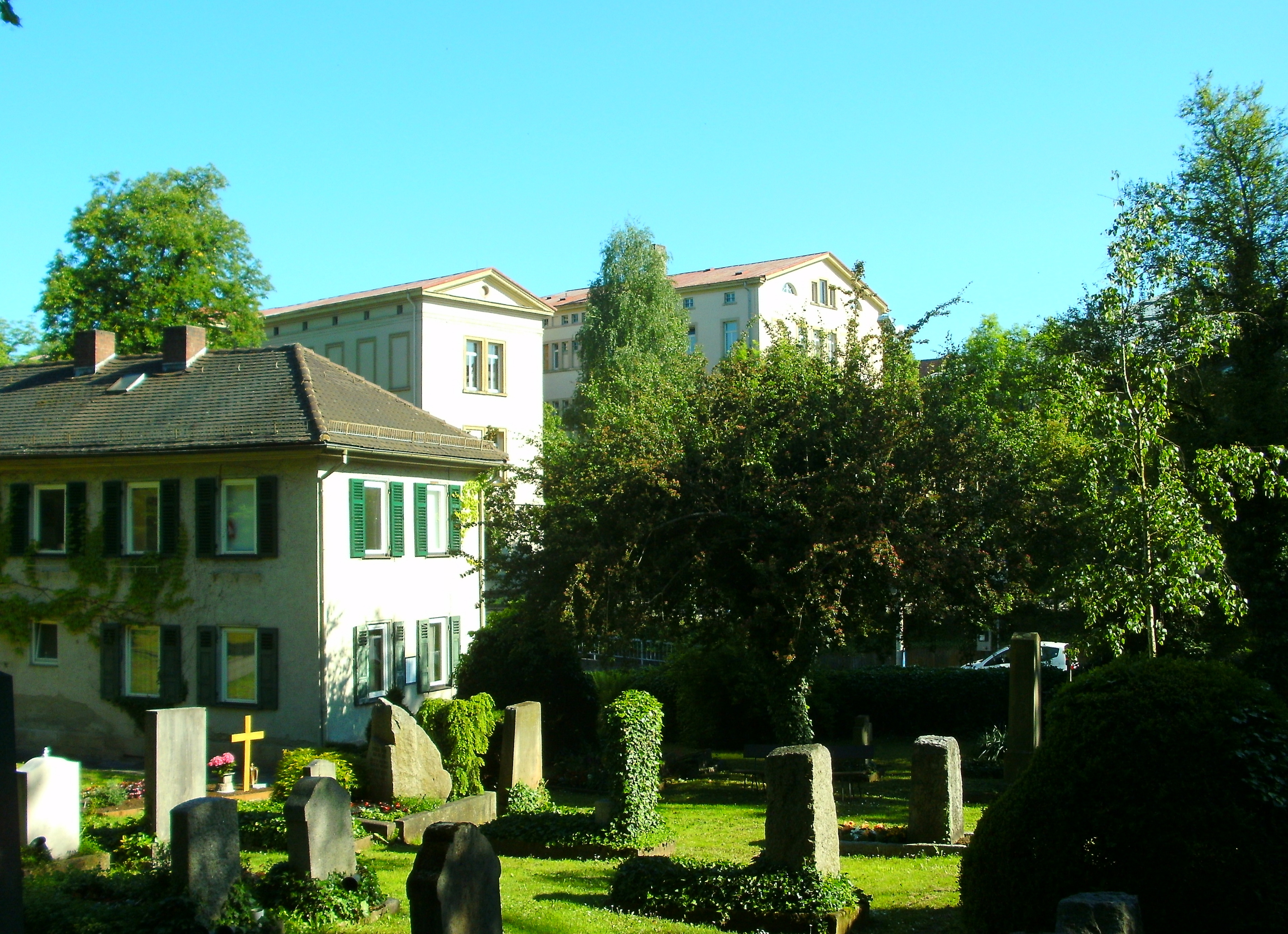
Vista do edifício administrativo e na direção da Gmelinstraße com edifícios universitários em segundo plano

O Cemitério Municipal de Tübingen (em alemão:  Stadtfriedhof Tübingen) é um dos onze cemitérios municipais e está localizado no distrito Universidade da Cidade Universitária de Tübingen. O cemitério de aproximadamente três hectares foi criado em 1829, de acordo com as ideias do então diretor médico Gotthold Immanuel Jakob Uhland, um tio do poeta Ludwig Uhland, e utilizado até 1968. Todo o complexo (recinto, portões, rede de estradas, campos de sepulturas, memoriais de guerra, sepulturas memoriais do Campo de Sepulturas X e capela do cemitério) estão tombados como patrimônio cultural. Desde 2002 o local de sepultamentos foi reaberto e no total 3100 sepulturas podem ser ocupadas no contexto de um conceito de proteção de monumentos. O pequeno cemitério regional com os túmulos de 170 professores e 112 pastores é um dos mais notáveis cemitérios da Alemanha.

## História
Em 1829 o cemitério foi construído no antigo campo de cultivo do hospital em Käsenbachtal, depois que o cemitério original dos cidadãos de Tübingen próximo ao rio Ammer (Neckar) tornou-se pequeno demais. Deste cemitério é preservada apenas uma parte de seu muro no antigo jardim botânico. As lápides antigas na capela do cemitério são provenientes de lá.
Em 30 de novembro de 1829 a primeira pessoa sepultada foi um ferreiro chamado Jacob Engelfried. O cemitério foi chamado pelo povo simples a partir de então Engelfriedshof. Sua sepultura não é mais preservada. A mais antiga tumba ainda existente é a do comerciante e confeiteiro Jacob Conrad Schweickhardt de 1830.
O cemitério tem três entradas e um chamado prédio da administração. De acordo com as ideias do oficial médico sênior Uhland, o novo cemitério deve estar a uma distância razoável da cidade e caracterizado por campos de sepulturas, árvores e arbustos perfumados. A capela planejada não pôde ser inaugurada até 1894. Ainda em 1843 o projeto-modelo era mais como uma horta da Suábia ou um pomar de prados com árvores frutíferas e gramados, que eram fornecidos para uma pequena concessão a superintendentes e coveiros. No entanto, um clube de embelezamento certificou-se de que o cemitério se tornasse parecido com um parque. Em 1849 o cemitério foi estendido para os campos de sepultura S, T, X e Z para o leste. O Campo de Sepulturas X foi desde então até o ano de 1963 um local de enterro do instituto anatômico da Universidade de Tübingen.
Em 1872 ocorreu uma extensão norte para os campos de sepulturas L e Q. Finalmente os campos de sepulturas U, V e W foram criados em 1920 em direção oeste. O cemitério tornou-se pequeno demais com a passagem do tempo, e uma extensão impossível, de modo que, em 1950, foi aberto o Bergfriedhof no Galgenberg. Ele agora se tornou o principal cemitério da cidade. Em 1968 o cemitério foi fechado para novas ocupações.
Em maio de 2000 o conselho municipal da cidade de Tübingen decidiu reabrir o cemitério como parte de um conceito engenhoso de proteção de monumentos.

## Sepultamentos

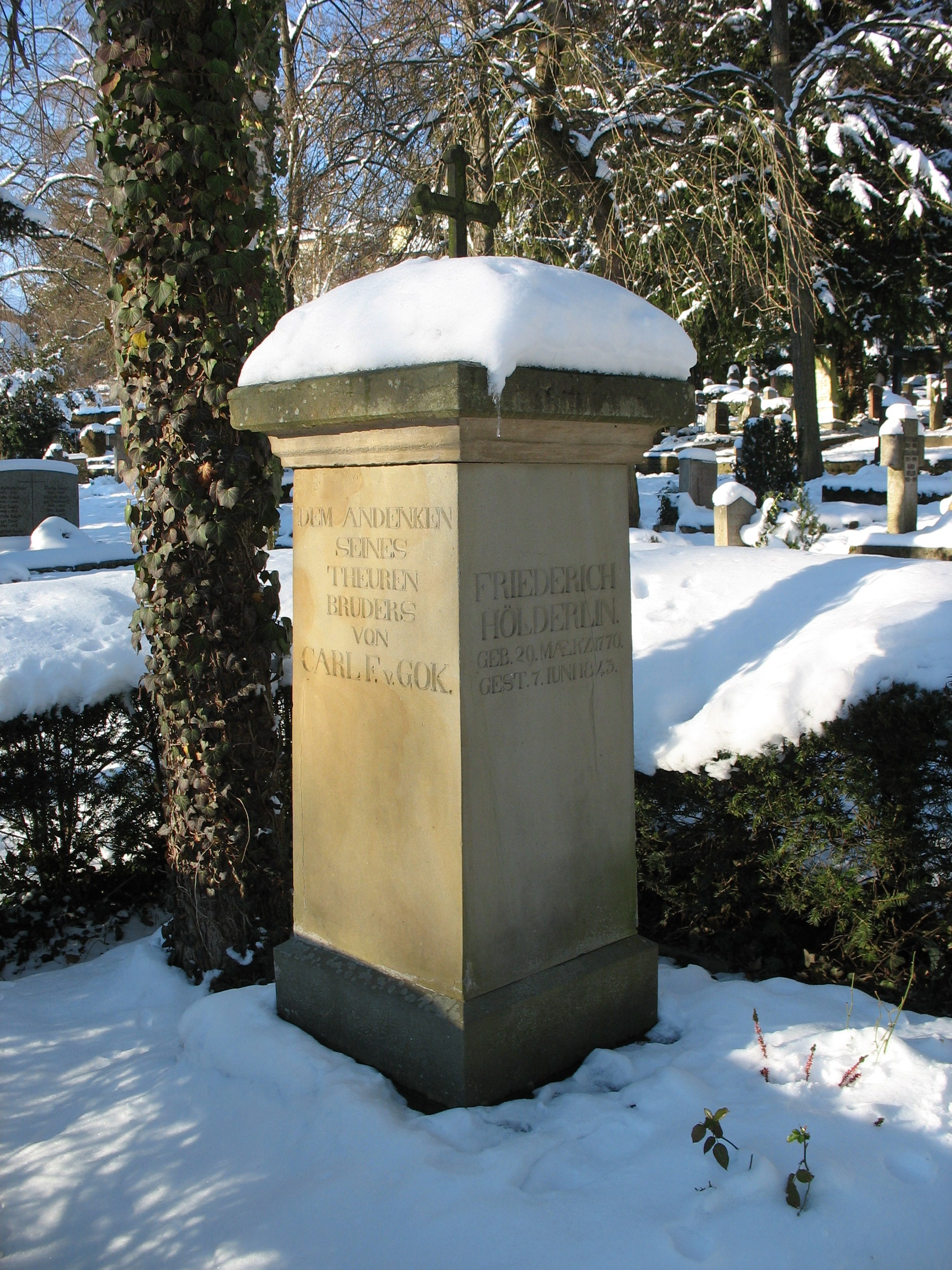
Sepultura de Friedrich Hölderlin

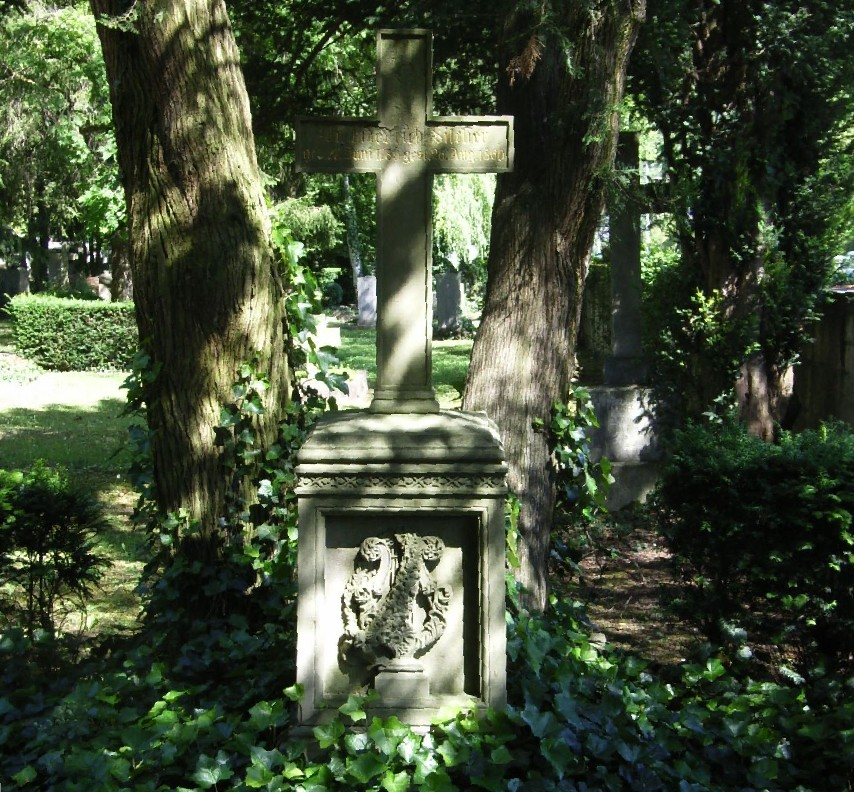
Sepultura de Friedrich Silcher

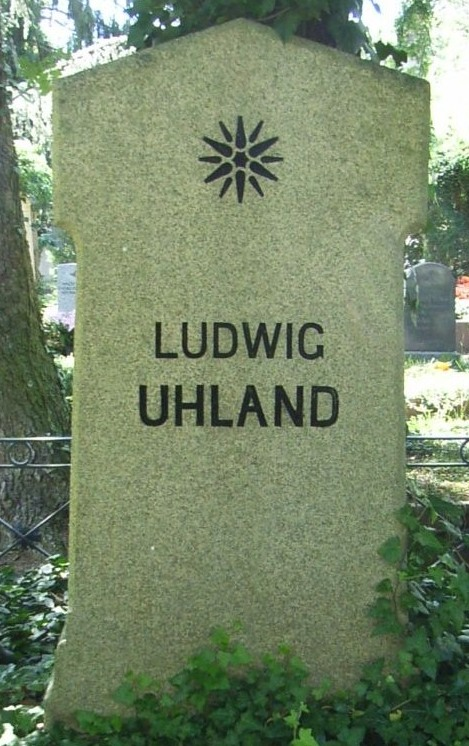
Sepultura de Ludwig Uhland auf Wunsch seiner Frau nur von Efeu e Immergrün bewachsen

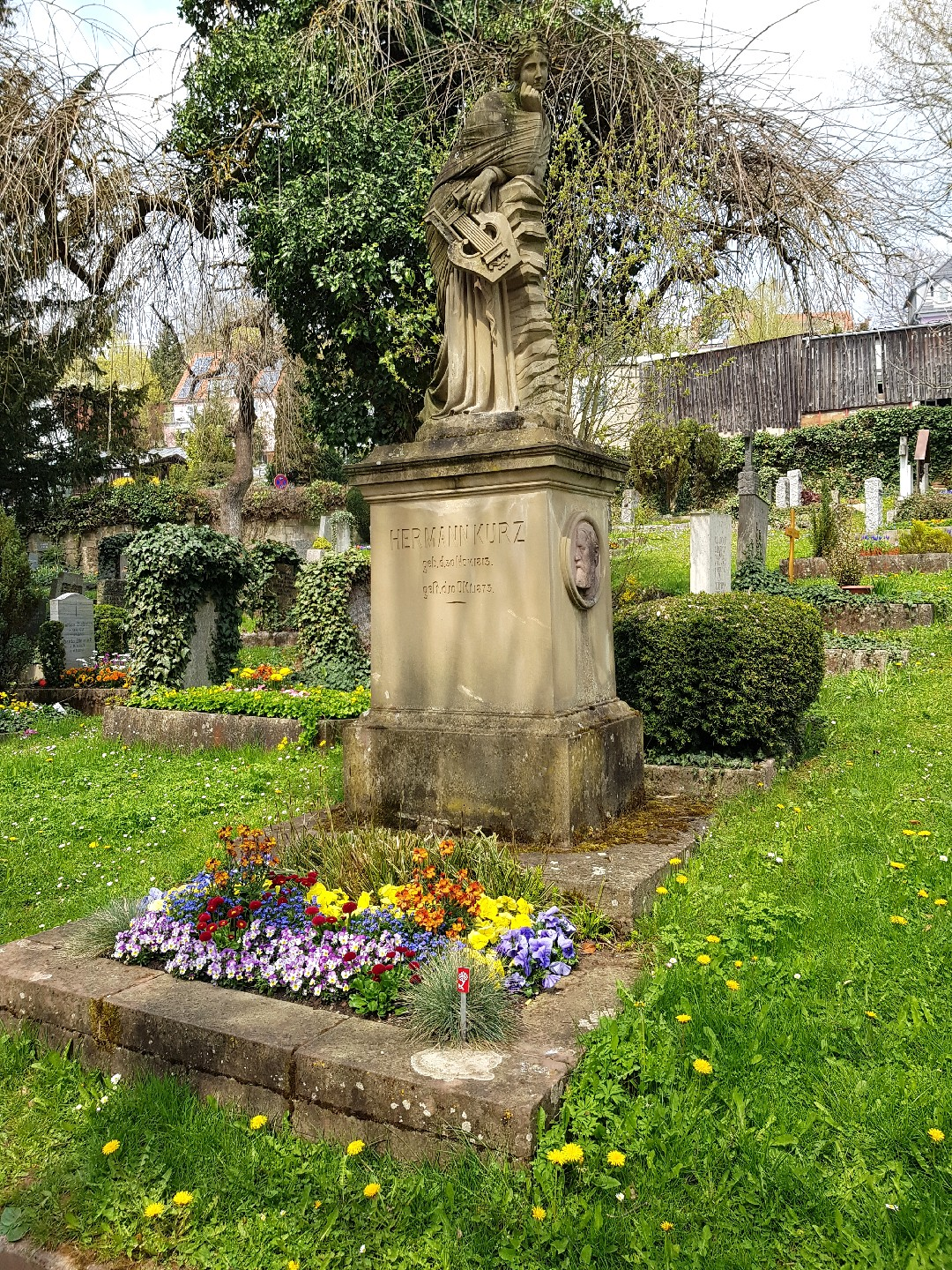
Sepultura de Hermann Kurz

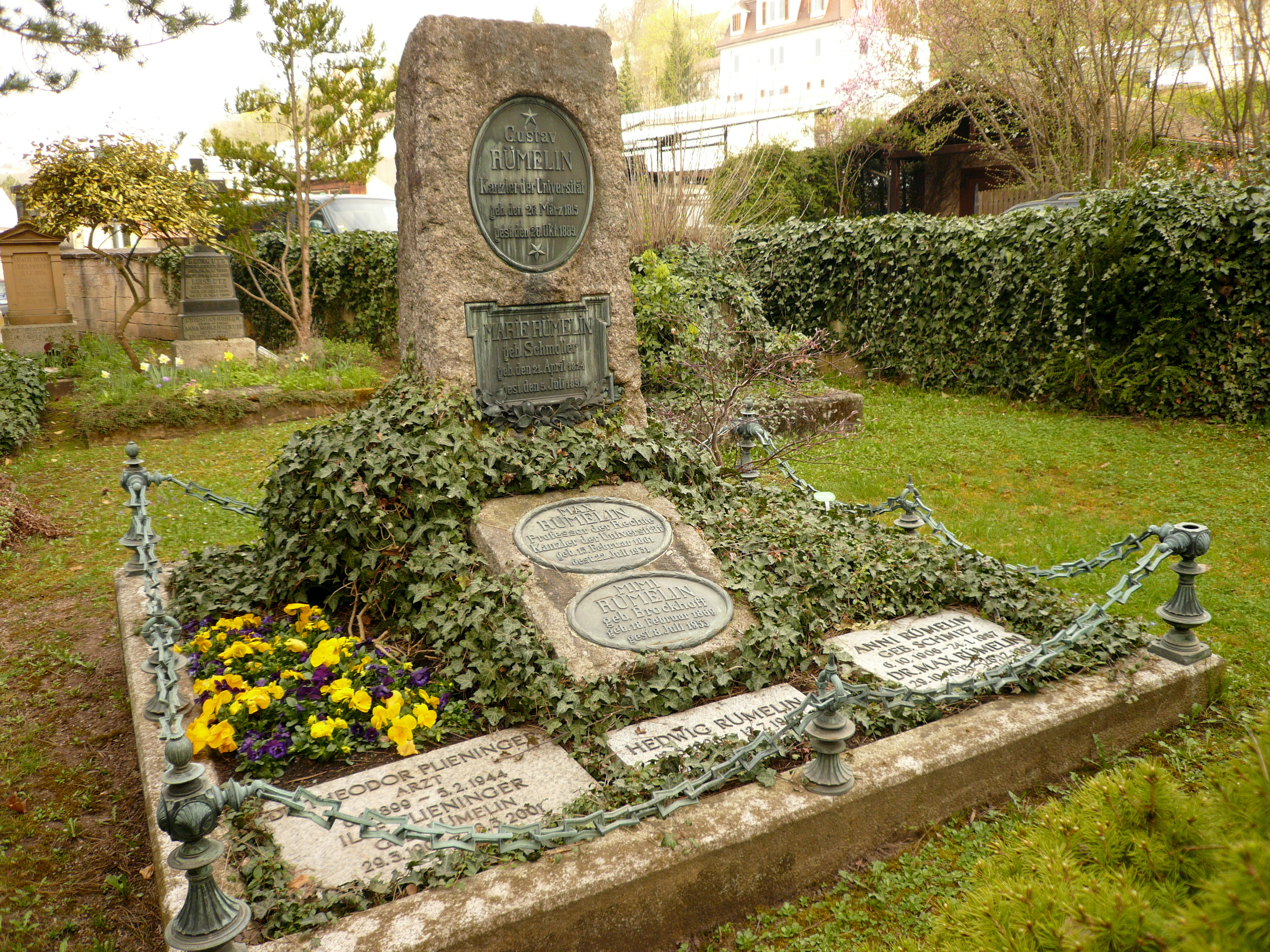
Sepultura de Gustav von Rümelin

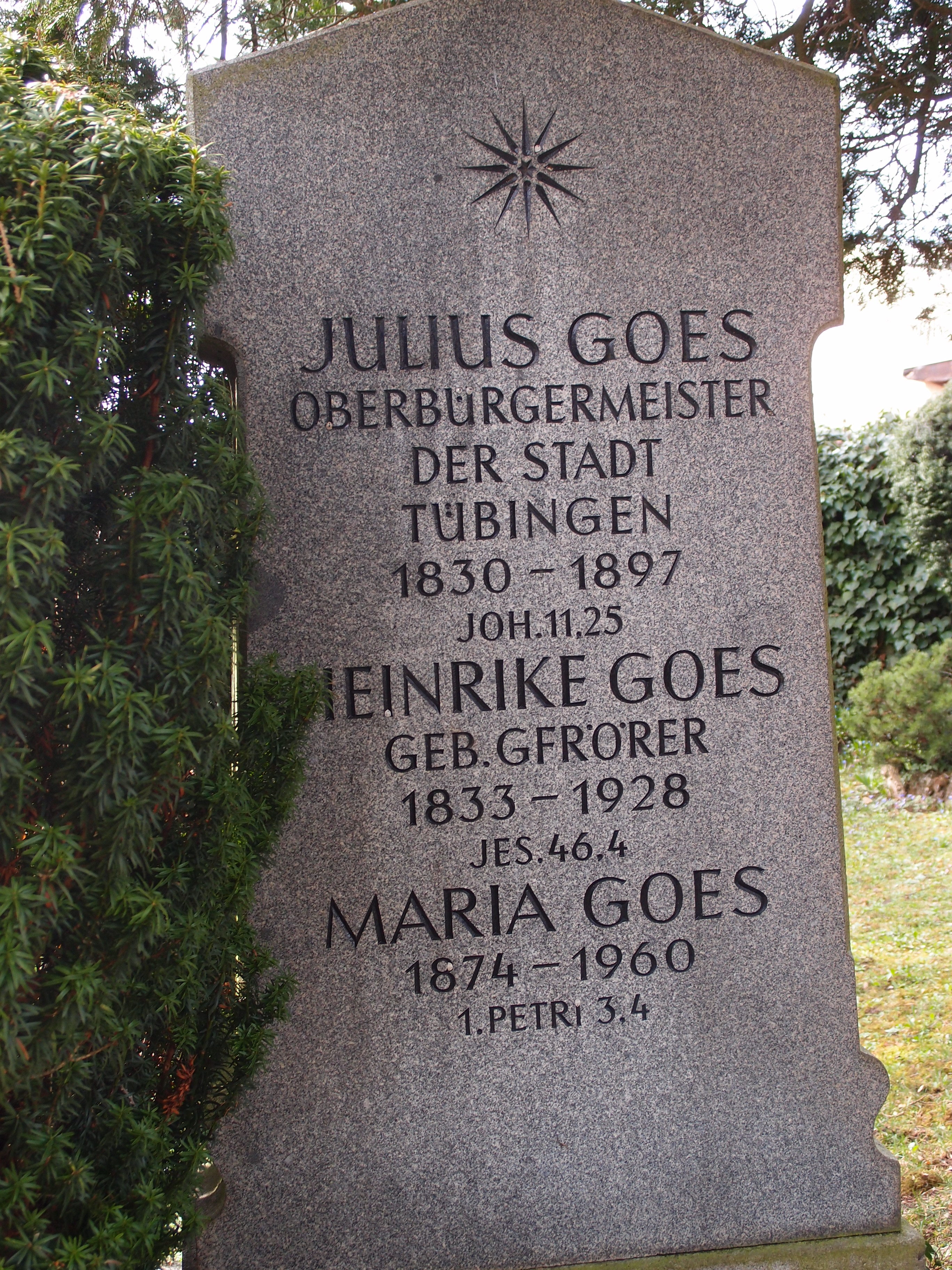
Sepultura de Julius Goes

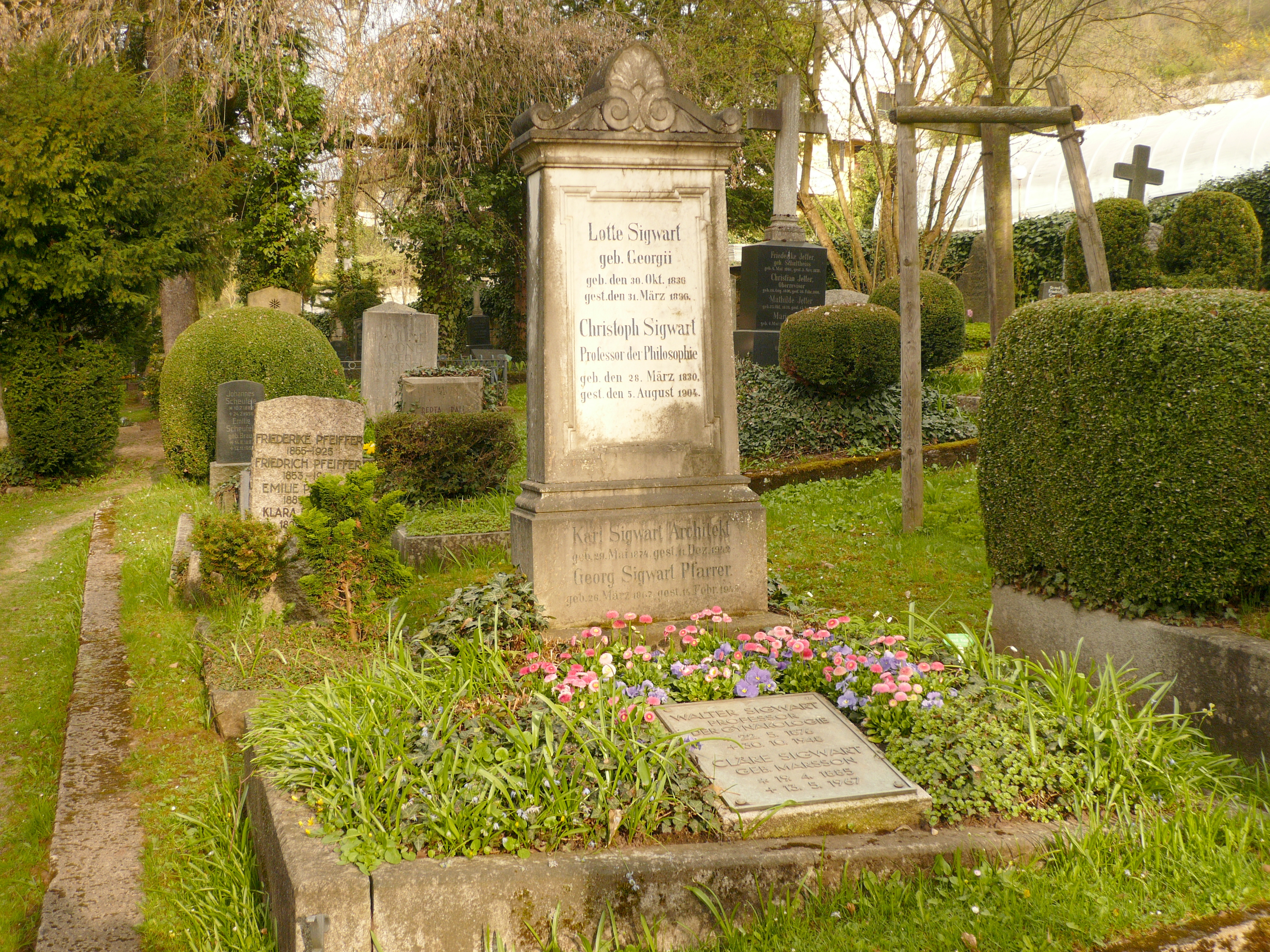
Sepultura de Christoph von Sigwart

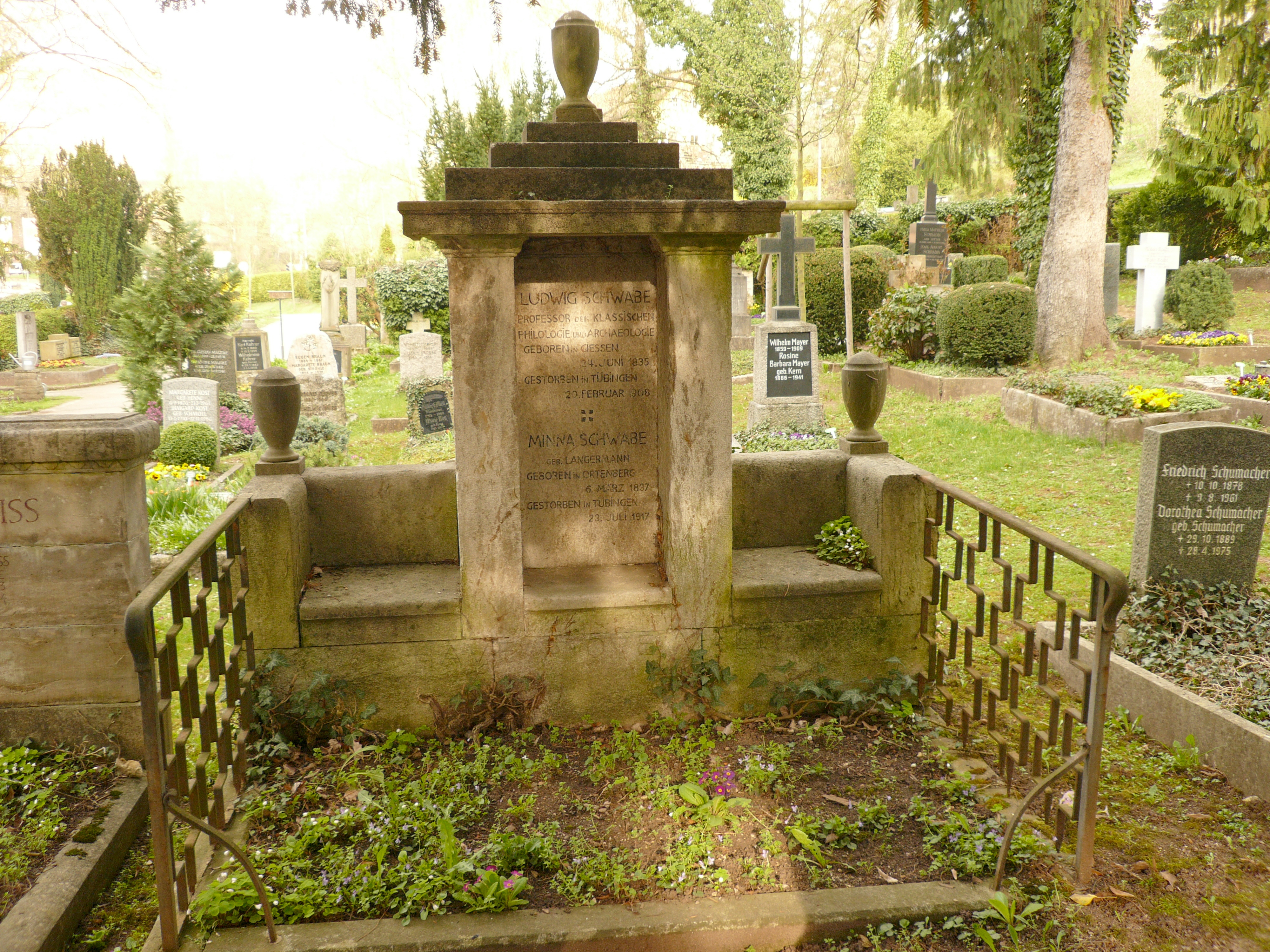
Sepultura de Ludwig Schwabe

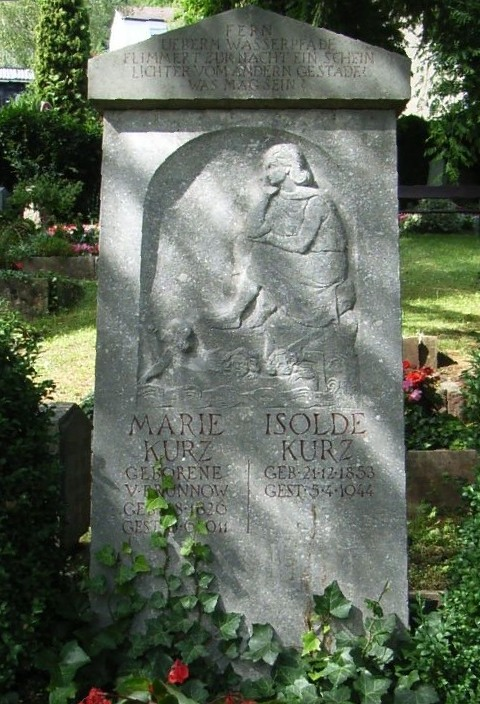
Sepultura de Marie Kurz e Isolde Kurz

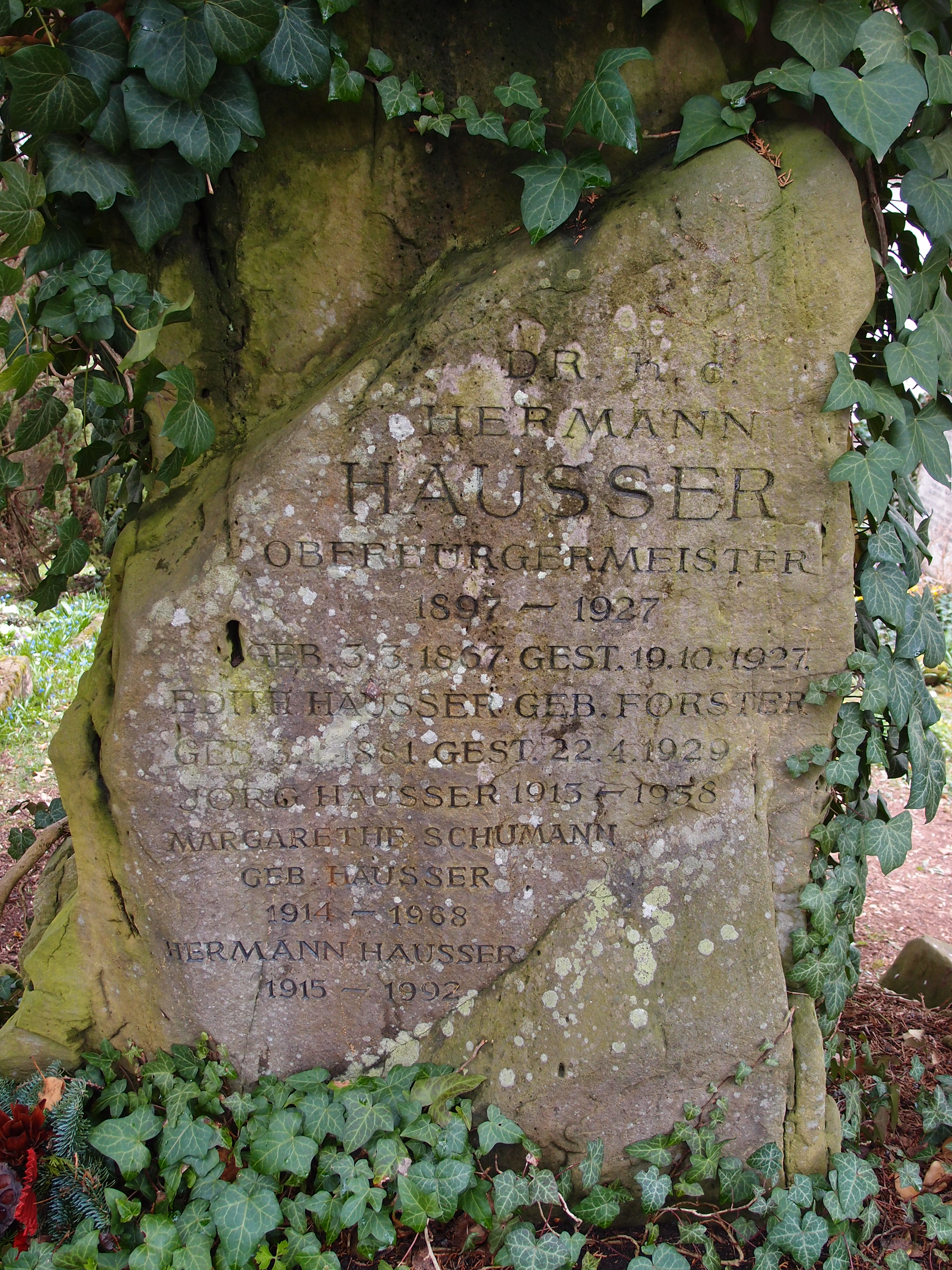
Sepultura de Hermann Haußer

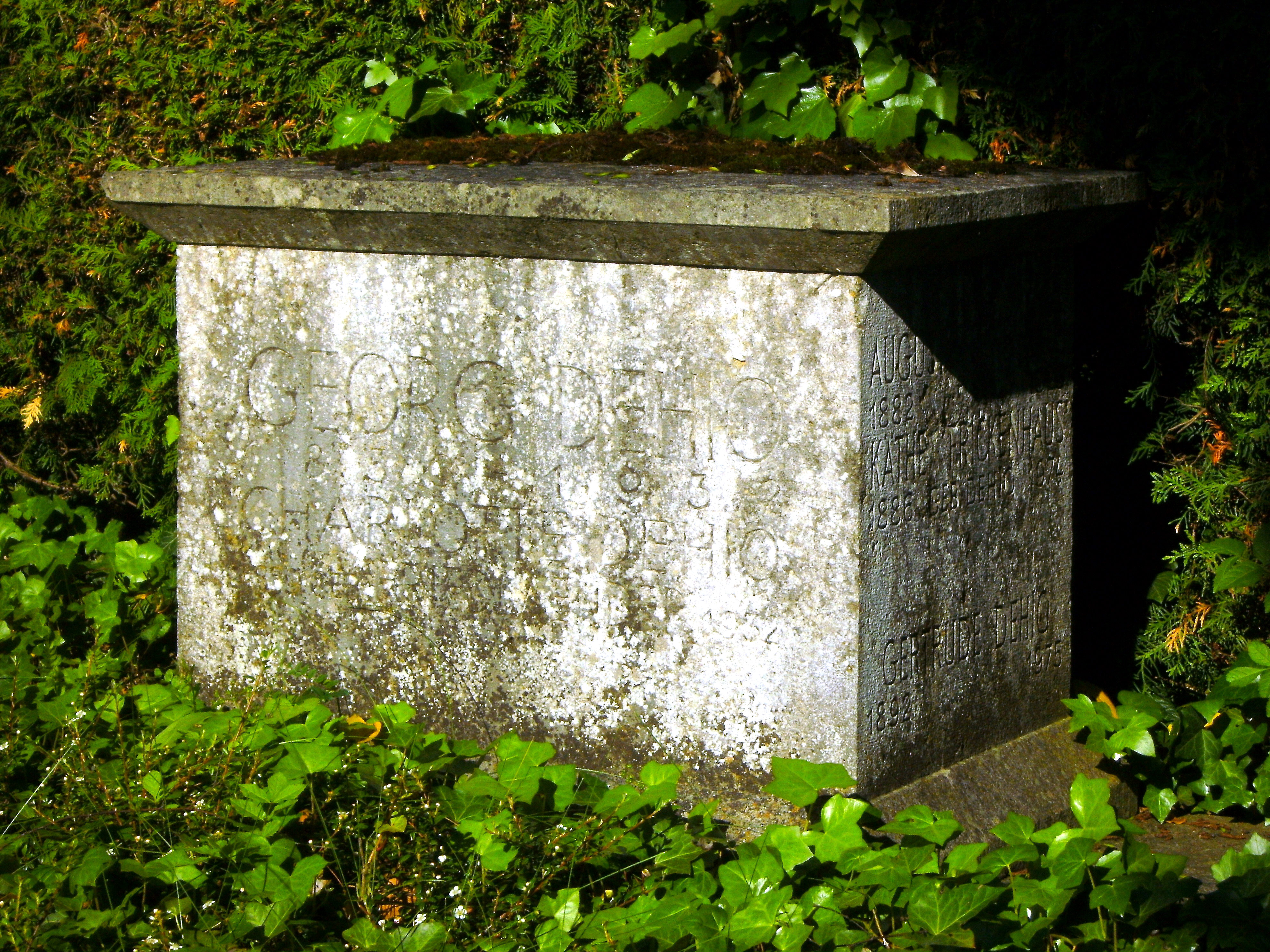
Sepultura de Georg Dehio

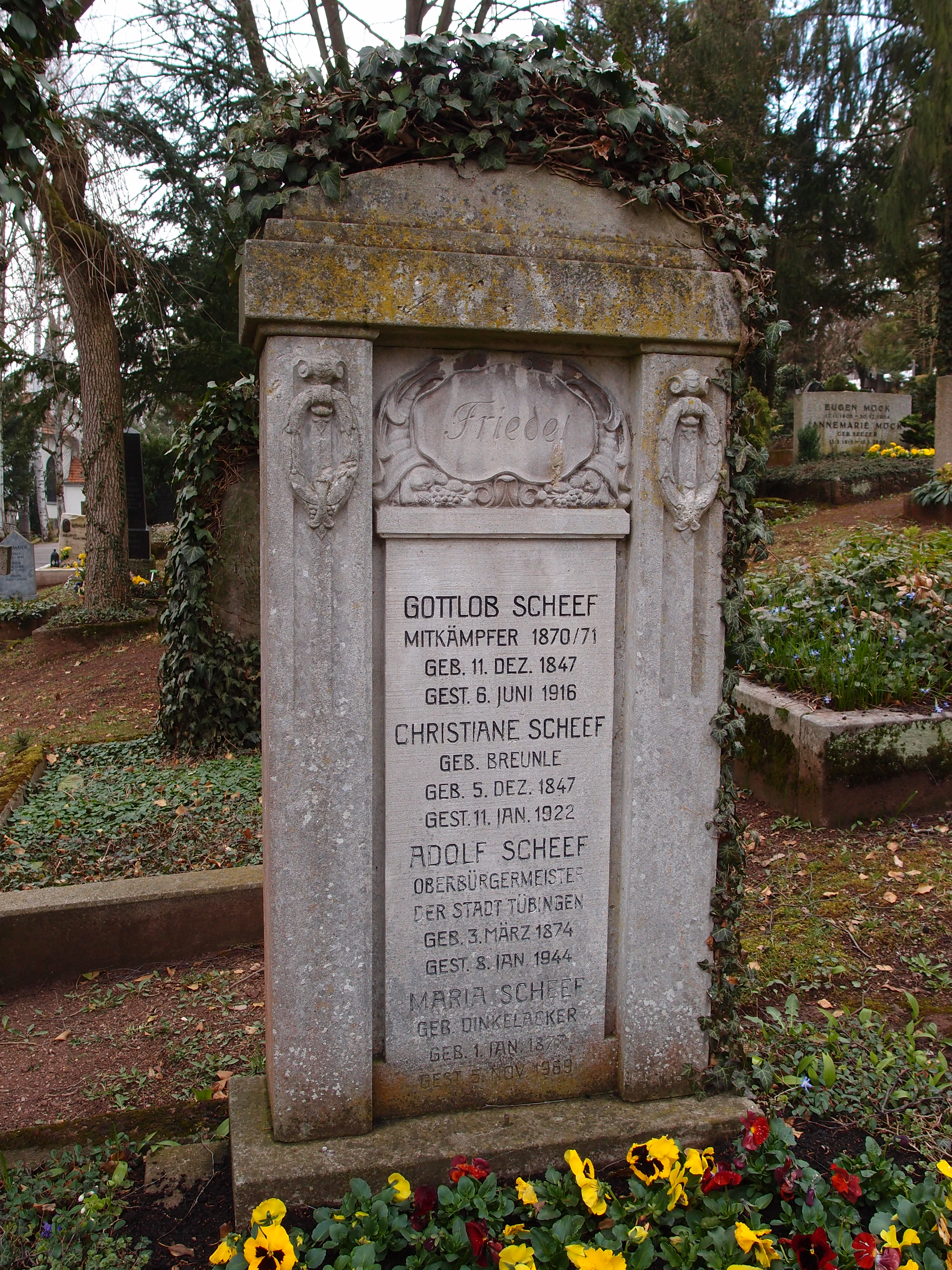
Sepultura de Adolf Scheef

Sepultura de Theodor Steinbüchel

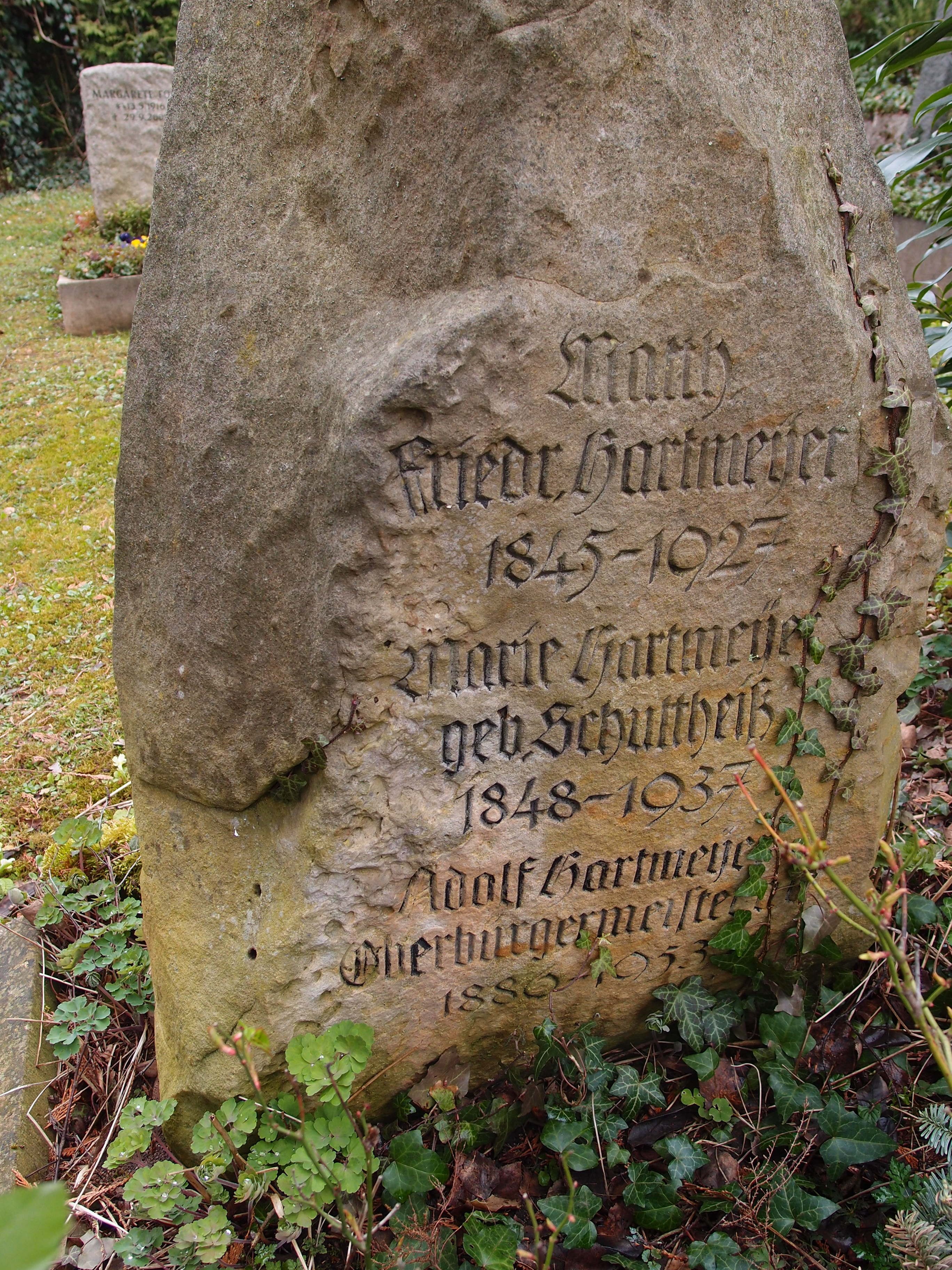
Sepultura de Adolf Hartmeyer

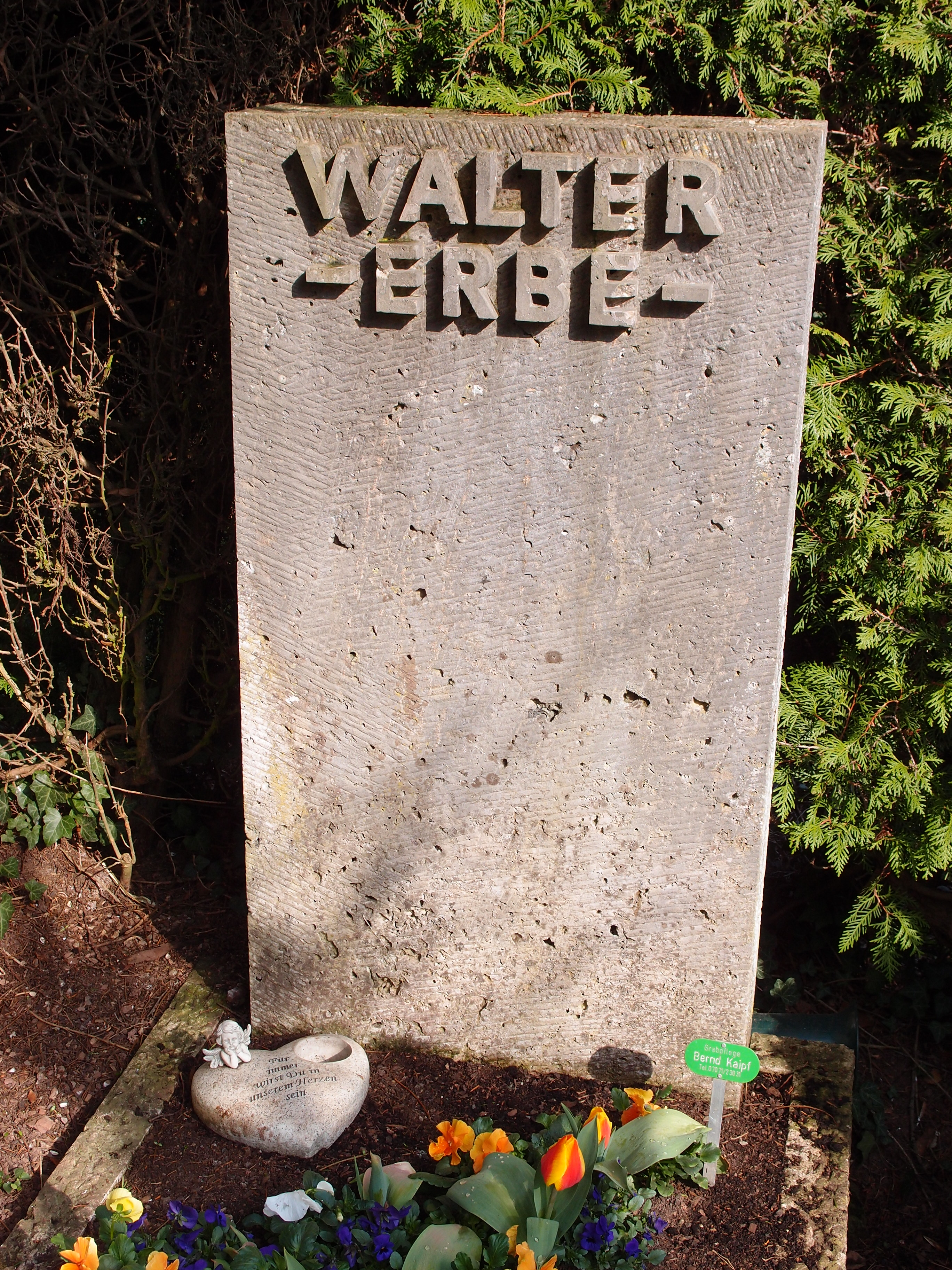
Sepultura de Walter Erbe

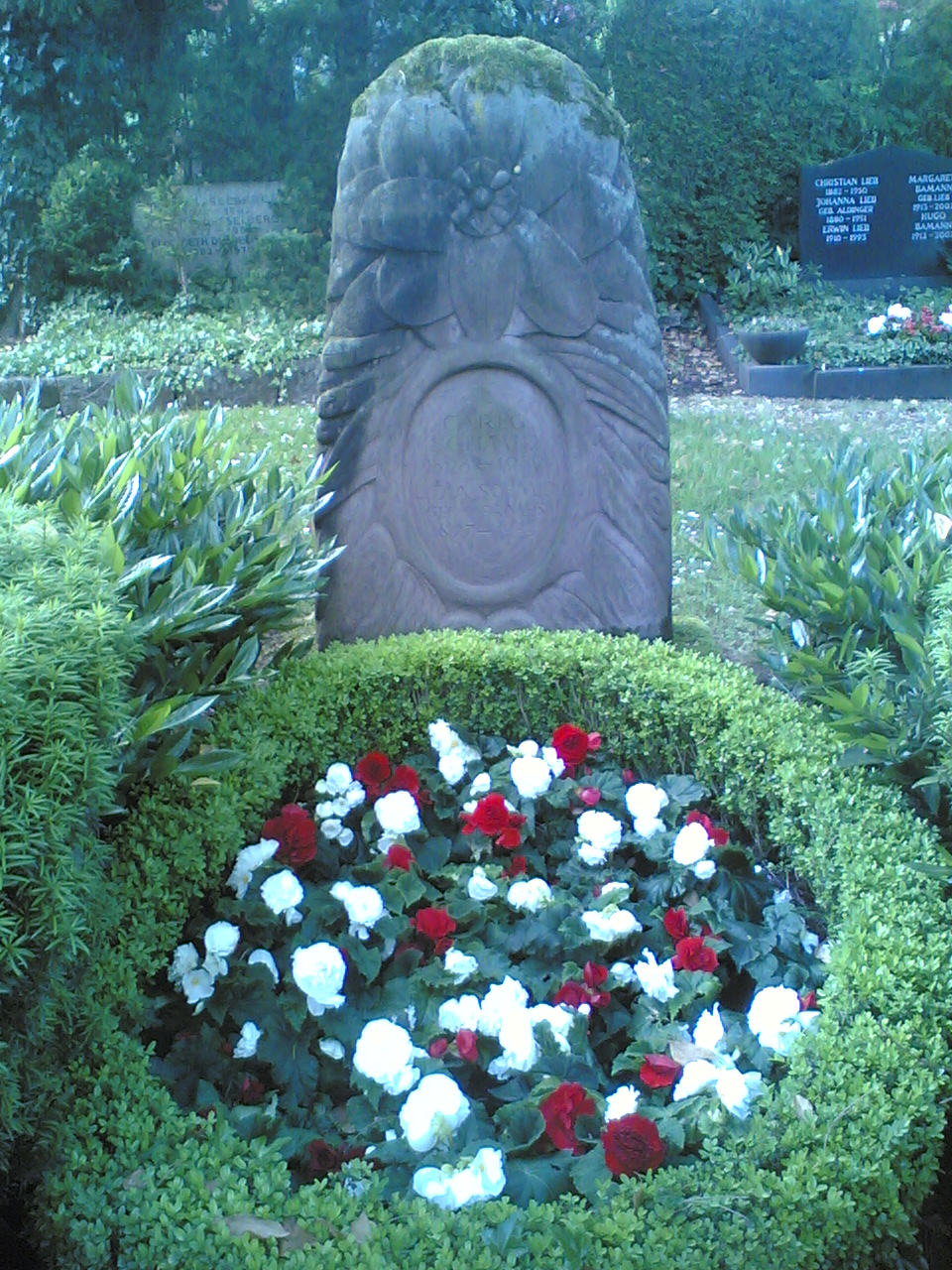
Sepultura de Carlo Schmid

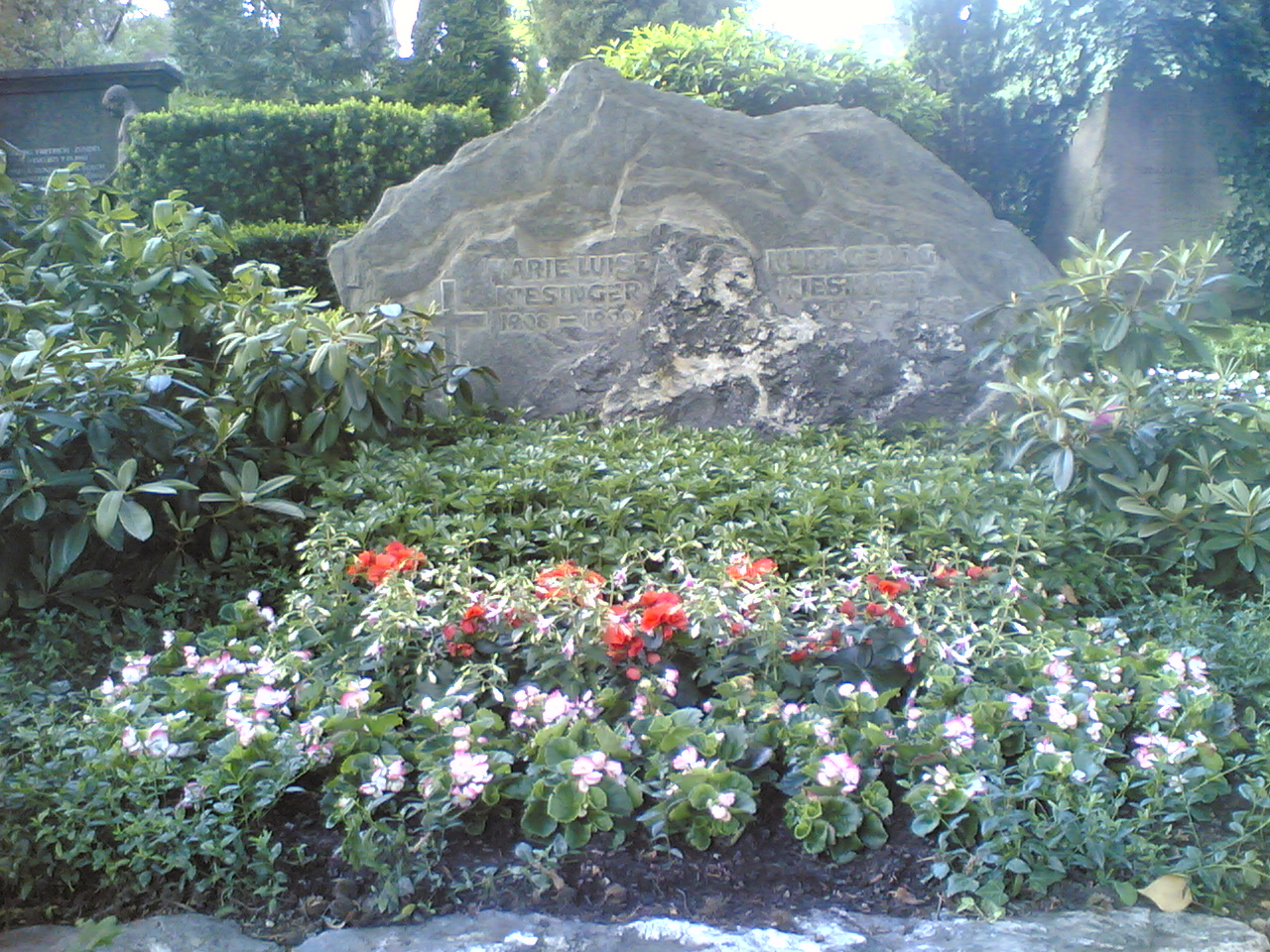
Sepultura de Kurt Georg Kiesinger

- Moritz von Aberle (* 1819 Rottum bei Biberach; † 1875 Tübingen), teólogo católico.
- Karl Borromäus Adam (* 1876 Pursruck, Oberpfalz; † 1966 Tübingen) teólogo católico, der sich für eine Vereinbarkeit von Katholizismus und Nationalsozialismus aussprach.[3]
- Erich Adickes (* 1866 Lesum; † 1928 Tübingen), filósofo.
- Johann Hermann Heinrich Ferdinand von Autenrieth (* 1772 Stuttgart; † 1835 Tübingen), Mediziner.
- Ferdinand Christian Baur (* 1792 Schmiden bei Fellbach; † 1860 Tübingen), Kirchen- und Dogmenhistoriker, der die historisch-kritische Methode in die neutestamentliche Forschung einführte.
- Johann Tobias Beck (* 1804 Balingen; † 1878 Tübingen), teólogo evangélico.
- Ernst Bengel (* 1735 in Denkendorf; † 1793), Superintendent. Sein Grabstein an der Südmauer der Kapelle gilt als der älteste erhaltene Grabstein des Friedhofes.[4]
- Otto Betz (* 1917 Herrentierbach, Landkreis Schwäbisch Hall; † 2005 Tübingen), teólogo evangélico und Neutestamentler.[5]
- Alexander von Brill (* 1842 Darmstadt; † 1935 Tübingen), matemático.
- Robert-Alexander Bohnke, (* 1927 Berlin; † 2004 Tübingen), pianista e professor.
- Paul Eduard von Bruns (* 1846 Tübingen; † 1916 Tübingen), cirurgião.
- Victor von Bruns (* 1812 Helmstedt; † 1883 Tübingen), cirurgião.
- Friedrich Dannenmann (* 1864 in Tübingen; † 1952 ebenda) war ein Tübinger Baumeister, Bauunternehmer e político comunal.
- Georg Dehio (* 1850 Reval; † 1932 Tübingen), historiador da arte.
- Johann Sebastian von Drey (* 1777 in Röhlingen-Killingen; † 1853 Tübingen), teólogo católico mit Fokus auf theologische Apologetik bzw. Fundamentaltheologie.
- Gerhard Elwert (* 1912 in Hohengehren bei Esslingen; † 1998), astrofísico na Universidade de Tübingen.
- Walter Erbe (* 1909 Reutlingen; † 1967 in Tübingen), político do FDP/DVP und Rechtsprofessor.
- Hermann von Fischer (* 1851 Stuttgart; † 1920 Tübingen), Germanist und Dialektforscher mit dem Vorhaben der Sammlung des schwäbischen Sprachschatzes.[6]
- Margarete Fischer-Bosch (* 1888 in Stuttgart; † 19. Januar 1972 ebenda) política alemão.
- Hans Gmelin (* 1911 Tübingen; † 1991 Tübingen), jurista, Gesandtschaftsrat an der deutschen Gesandtschaft in der Slowakei und Oberbürgermeister von Tübingen.
- Julius Goes (* 1830 Aalen; † 1897 Tübingen), Oberbürgermeister von Tübingen.
- Robert Gradmann (* 1865 Lauffen am Neckar; † 1950 in Sindelfingen) Pfarrer, Geograph, Botaniker und Landeskundler.
- Theodor Haering (* 1884 Stuttgart; † 1964 Tübingen) professor de filosofia.
- Carl Friedrich Haug (* 1795 Stuttgart; † 1869 Tübingen), teólogo evangélico, Professor für Universalgeschichte an der Eberhard Karls Universität.
- Adolf Hartmeyer, Oberbürgermeister von Tübingen.
- Hermann Haußer, Oberbürgermeister von Tübingen.
- Christoph Friedrich Hegelmaier, Professor der Botanik.
- Carl Heinrich Ludwig Hoffmann (* 1807 Nürtingen; † 1881 Esslingen), Professor des Finanz-, Polizei- und Verwaltungsrechts.
- Friedrich Hölderlin (* 1770 Lauffen am Neckar; † 1843 Tübingen), deutscher Lyriker aus der Zeit von Weimarer Klassik und Romantik. Friedrich Hölderlins Halbbruder Karl Gok hat auf dem hellgrauen, 1,90 Meter hohen Sandstein Namen, Geburtsdatum und Todestag des Dichters einmeißeln lassen. Doch das Geburtsdatum ist nicht ganz korrekt: Es müsste 20. statt 29. März heißen. Am Kreuz auf dem Grabstein gibt es einen Haken, an dem ein kupferner Lorbeerkranz aufgehängt werden kann. Der letzte Kranz wird seit mehr als 20 Jahren sicherheitshalber im Tübinger Kulturamt verwahrt, damit er nicht abhandenkommt.[7]
- Karl von Hügel, Landgerichtsdirektor, königlicher Kammerherr.
- Walter Jens (* 1923 Hamburg; † 2013 Tübingen) war ein deutscher Altphilologe, Literaturhistoriker, Schriftsteller, Kritiker und Übersetzer.[8]
- Emil Kauffmann (1836–1909), Universitätsmusikdirektor
- Kurt Georg Kiesinger  (* 1904 Ebingen; † 1988 Tübingen) político (CDU), Ministerpräsident von Baden-Württemberg, Bundeskanzler der Bundesrepublik Deutschland und Bundesvorsitzender der CDU.
- Ferdinand Kittel (* 1832 Resterhafe, Ostfriesland; † 1903 Tübingen), Missionar der Basler Mission, der die südindische Sprache Kannada erforscht hat.
- Norbert Kloten (* 1926 in Sinzig; † 2006 in Tübingen), Wirtschaftswissenschaftler,  Präsident der Landeszentralbank Baden-Württemberg und Vorsitzender des Sachverständigenrats zur Begutachtung der gesamtwirtschaftlichen Entwicklung.
- Karl August Klüpfel (* 1810 Darmsheim; † 1894 in Tübingen), Historiker sowie Schwiegersohn, Biograf und posthumer Herausgeber der Werke Gustav Schwabs.
- Ludwig von Köhler (* 1868 Elberfeld; 1953 Ludwigsburg) war er der letzte Innenminister des Königreichs Württemberg.
- Christian Reinhold Köstlin (* 1813 Tübingen; † 1856 Tübingen), Rechtswissenschaftler für Strafrecht und Dichterjurist.
- Karl Wilhelm Gottlieb von Köstlin (* 1785 in Nürtingen; † 1854 in Tübingen), teólogo evangélico, Professor und Ephorus am Evangelischen-theologischen Seminar in Bad Urach (Grabstein in der Friedhofskapelle).
- Karl Reinhold Köstlin (* 1819 Bad Urach; 1894 Tübingen), teólogo evangélico, Professor für Ästhetik an der Universität Tübingen (Grabstein in der Friedhofskapelle).
- Pauline Krone (* 1859 Gniebel; † 1945 Tübingen), Schriftstellerin und Philanthropin.
- Bernhard von Kugler (* 1837 Berlin; † 1898 Tübingen), Historiker.
- Isolde Kurz (* 1853 Stuttgart; † 1944 Tübingen), Schriftstellerin und Übersetzerin.
- Hermann Kurz (* 1813 Reutlingen; † 1873 Tübingen) Schriftsteller der Schwäbischen Dichterschule, Publizist und Übersetzer.
- Marie Kurz (* 6. August 1826 in Ulm als Marie von Brunnow; † 26. Juni 1911 in München) Die "rot' Marie". Pazifistin, Sozialistin und Verfasserin politischer Manifeste.
- Maximilian Albert Landerer, (* 1810 Maulbronn; † 1878 Tübingen) Professor der evangelischen Theologie.
- Josephine Caroline Lang (* 1815 München; † 1880 Tübingen), Liedkomponistin und Sängerin der Romantik.
- Konrad von Lange (* 1855 Göttingen; † 29. Juli 1921), historiador da arte.
- Carl von Liebermeister (* 1833 Ronsdorf; † 1901 Tübingen), Internist.
- Theodor Liesching (* 1865 Stuttgart; † 1922 Böblingen), jurista e político.
- Enno Littmann (* 1875 Oldenburg; † 1958 Tübingen), deutscher Orientalist.
- Alfred Löckle (* 1878 Böblingen; † 1943 München), deutscher Bibliothekar.
- Karl Friedrich Hartmann Mayer (* 1786 Bischofsheim; † 1870 Tübingen), jurista e Dichter der Schwäbischen Dichterschule.
- Lothar Meyer (* 1830 in Varel, Oldenburg; † 1895  Tübingen), Arzt und Chemiker. Mitbegründer des Periodensystems der chemischen Elemente.
- Adolph Michaelis (* 1797 in Hameln; 1863 in Tübingen), Rechtswissenschaftler.
- Hugo von Mohl (* 1805 Stuttgart; † 1872 Tübingen), deutscher Botaniker, Arzt und Universitätsprofessor.
- Eugen Nägele (* 1856 Murrhardt; † 1937 Tübingen), Naturschützer, pedagogo e Heimatforscher. Gründungsmitglied des Schwäbischen Albvereins und des Schwäbischen Jugendherbergswerks.
- Emil Niethammer (* 1869 Stuttgart; † 1956 in Tübingen), jurista e Landtagsabgeordneter.
- Traugott Konstantin Oesterreich (* 1880 Stettin; † 1949 Tübingen), filósofo e psicólogo.
- Paul Achatius Pfizer (* 1801 Stuttgart; † 1867 Tübingen), político de Württemberg, jornalista, jurista e filósofo.
- Friedrich August von Quenstedt (* 1809 Eisleben; † 1889 Tübingen), geólogo, Paläontologe, Mineraloge und Kristallograph. Weil niemand für die Grabpflege aufkam, wurde dessen Grabstein 1978 abgeräumt. Seit der Ausweisung des Stadtfriedhofs als Kulturdenkmal im Jahr 1987 wurden auf dem Stadtfriedhof nur auf Wunsch der Angehörigen Gräber abgeräumt.[7]
- Jakob Friedrich Reiff (* 1810 Vaihingen an der Enz; † 1879 Tübingen), filósofo.
- Gustav von Rümelin (* 1815 Ravensburg; † 1889 Tübingen), pedagogo, político e Statistiker.
- Adolf Scheef (* 1874 Nürtingen; † 1944 Tübingen)  Oberbürgermeister von Tübingen.
- Anna Schieber (* 1867 Esslingen; † 1945 Tübingen), Schriftstellerin.
- Adolf Schlatter (* 1852 St. Gallen; † 1938 in Tübingen), teólogo evangélico suíço und Professor für Neues Testament und Systematik in Bern, Greifswald, Berlin und Tübingen.
- Carlo Schmid (* 1896 Perpignan, Frankreich; † 1979 Bad Honnef), olítico (SPD) und Staatsrechtler.
- Klaus Scholder (* 1930 Erlangen; † 1985 Tübingen), professor für evangelische Kirchengeschichte.
- Gustav von Schönberg (* 1839 Stettin; † 1908 Tübingen), Nationalökonom, Universitätskanzler und Tübinger Ehrenbürger.
- Johann Gottfried Schuncke, (1777–1861) Hornist.[9]
- Wilhelm Schussen (* 1874 in Kleinwinnaden bei Bad Schussenried; † 1956 Tübingen), escritor alemão.
- Ludwig Schwabe (* 1835 Gießen; † 1908 Tübingen), Philologe und Archäologe sowie professor für Klassische Philologie und Klassische Archäologie.
- Albert Schwegler (* 1819 Michelbach an der Bilz; † 1857 Tübingen), Theologe, filósofo und Historiker.
- Jacob Conrad Schweickhardt (* 3. Juli 1772 vermutlich in Tübingen; † 2. Dezember 1830 in Tübingen), Tübinger Kaufmann und Konditor. Seine sterblichen Überreste liegen im ältesten noch erhaltenen Grab auf dem Tübinger Stadtfriedhof.
- Walter Schwenninger (* 1942 München; † 2010 Tübingen), Lehrer, político alemão.
- Christoph von Sigwart (* 1830 Tübingen; † 1904 Tübingen), filósofo alemão.
- Friedrich Silcher (* 1789 Schnait im Remstal; † 1860 Tübingen), compositor.
- Eugene Spiro (* 1874 Breslau, Schlesien; † 1972 in New York), deutsch-amerikanischer Maler und Grafiker.
- Eduard Spranger (* 1882 Berlin-Lichterfelde; † 1963 Tübingen), filósofo, pedagogo e psicólogo
- Rudolf Stadelmann (* 1902 Adelmannsfelden; † 1949 Tübingen), deutscher Historiker und professor für Neuere Geschichte.
- Theodor Steinbüchel (* 1888 in Köln; † 1949 in Tübingen), teólogo católico und Sozialethiker, Rektor der Universität Tübingen (1946–1948).
- Wilhelm Siegmund Teuffel (* 1820 Ludwigsburg; † 1878 Tübingen), deutscher klassischer Philologe.
- Woldemar von Uexküll-Gyllenband, professor de história.
- Ludwig Uhland (* 1787 Tübingen; † 1862 Tübingen), Dichter, Literaturwissenschaftler, jurista e político. Neben Uhland liegt seine Frau Emilie begraben. Ihrem Wunsch gemäß soll das Grab lediglich von Efeu und Immergrün bewachsen sein. Uhlands Grabstein ist so schlicht ausgefallen und nach Osten ausgerichtet, weil der Dichter schon im März 1812 verfügt hatte:[7]

„Setzt mir nur einen blanken Stein,
Nicht Bilder drauf, noch Worte drein,
Doch sollt ihr ihn nach Osten kehren,
So wird ihn Morgenrot verklären.“
- Karl von Vierordt (* 1818 Lahr, Baden; † 1884 Tübingen), Physiologe.
- Hermann Vöchting (* 1847 in Blomberg; † 1917 in Tübingen), deutscher Botaniker.
- Mathilde Weber, Frauenrechtlerin und Sozialarbeiterin. Das Grab wurde 1978 aufgehoben.
- Carl Heinrich Weizsäcker (* 1822 in Öhringen; † 1899 in Tübingen) teólogo evangélico und Kanzler der Universität Tübingen.
- Eberhard Wildermuth (* 1890 Stuttgart; † 1952 Tübingen), político (FDP/DVP) und Bundesminister für Wohnungsbau.
- Ottilie Wildermuth (* 1817 Rottenburg am Neckar; † 1877 Tübingen), Schriftstellerin und Jugendbuchautorin.
- Lilli Zapf (* 1896 Nördlingen; † 1982 Tübingen), beschäftigte sich mit der Geschichte der Tübinger Juden, über die sie 1974 ein Buch veröffentlichte.
- Friedrich Zundel (* 1875 Iptingen bei Wiernsheim; † 1948 in Stuttgart), Maler, Bauer und Mäzen.
- Paula Zundel (nascida: Bosch; * 1889; † 1974 em Tübingen) foi uma filha de Robert Bosch e Anna Bosch.

Der Stadtfriedhof mit den auf ihm bestatteten Personen ist ein Mikrokosmos der Stadt und Geschichte Tübingens und seiner Bürger. Wer durch das bescheidene schmiedeeiserne Tor von der Gemelinstraße herkommend den Stadtfriedhof betritt, darf vor sich keine bedeutenden Kunstwerke erwarten. Die Grabstätten sollten im damals vom Pietismus geprägten Tübingen sehr einfach sein. Wichtiger war die Nennung eines akademischen Titels, der beruflichen Position oder des Dienstgrades des Verstorbenen auf dem Grabstein.  
- 1 ehemaliger Bundeskanzler
- 170 professores
- 112 pastores
- 83 Doktoren
- 82 Postbeamte
- 54 Gerichtsräte
- 42 Gastwirte
- 30 Buchhändler
- 27 weitere promovierte Herren
- 12 bibliotecários
- 19 Buchdrucker
- 19 Buchbinder
- 13 fotógrafos
- 7 missionários
- 7 Gerichtsdirektoren
- 5 Verleger

Tübingen, eine Stadt ohne nennenswerte Industrie, lebte nicht nur mit, sondern auch von seiner Universität. Das Post- und Gastwirtschaftswesen fand seinen Niederschlag auf dem Friedhof in der Form einer ungewöhnlichen Häufung von 42 Gastwirts- und 82 Postbeamtengräbern.